# Novela de capa y espada
La novela dramática surgió como un subgénero de la novela histórica, devaluada por ser considerada novela popular, pues se la publicaba originalmente en formato de folletín. Es sin duda uno de los géneros de novela de aventuras por excelencia. Las novelas de capa y espada añoran el tiempo del honor y de los duelos con espada y parten del ideal romántico según el cual un hombre armado sólo con una espada puede enfrentarse a los males que hacen padecer el mundo: la tiranía, el egoísmo y la envidia. Además de derrotar a los villanos y alcanzar el ideal romántico el héroe debe acabar conquistando el corazón de la dama de sus pensamientos.

## Los Héroes
A continuación hablaremos de los principales héroes de las novelas de capa y espada. 
D'Artagnan: El famoso mosquetero, debe su fama principalmente a la novela de Alejandro Dumas padre, Los tres mosqueteros, aunque fue un personaje real que tuvo su importancia en la corte de Luis XIV donde fue capitán de la guardia de los mosqueteros del rey. D´Artagnan hizo su aparición en la literatura en una memorias apócrifas escritas por George B. Courtliz. En esta obra se inspiró Dumas para la mencionada, Los tres mosqueteros, y sus posteriores secuelas Veinte años después y El Vizconde de Bragelonne.
Scaramouche: Abogado, actor, diputado del tercer estado en los Estados Generales y, sobre todo, alumno aventajado de esgrima. André-Louis Moreau, que es el nombre de este personaje se batirá a lo largo de dos novelas escritas por Rafael Sabatini para vengar la muerte de un amigo y por el amor de Aline la sobrina de su tutor.
El prisionero de Zenda: Es el rey Rudolf de Ruritania, pero el espadachín que le tiene que rescatar de la prisión de Senda donde le ha recluido su hermanastro y devolverle al trono es Rudolf Rassendyll, que tiene gran parecido con el rey y tiene que hacerse pasar por él para que sus enemigos no se hagan con el trono. La aventura de los Rudolf, tanto del rey como de su doble continuaran a lo largo de dos novelas.
La Pimpinela Escarlata: Sir Percy Blakeney es un aristócrata inglés, elegante y amanerado, de costumbres refinadas y aparentemente hedonista, pero esta es sólo la máscara que encubre a la Pimpinela Escarlata, un héroe que se enfrenta en plena etapa del terror contra los más fanáticos de los jacobinos para rescatar a aristócratas franceses de ser ejecutados en la guillotina. Este personaje fue creado por la Baronesa Orczy en un principio para el teatro, aunque luego se convirtió en novela y en una larga saga.
El Zorro: Directamente inspirado en el personaje anterior y en el personaje histórico casi mítico llamado Joaquín Murrieta, nace de la pluma de Johnston McCulley, el personaje de El Zorro, Diego de la Vega es un amanerado heredero de una de las familias españolas más ricas de Los Ángeles, pocos pueden sospechar que es el hombre que se esconde tras la máscara del Zorro, el primero de los justicieros enmascarados, y que aparecería por primera vez en la novela La maldición de Capistrano, para luego tener una larga vida en novelas pulp, cómics, seriales y series de TV.
Henri de Lagardère: Hábil espadachín y hábil con el disfraz las novelas de este héroe de capa y espada creado por Paul Féval padre se encuentra recogida en una obra que recibe el título de su identidad secreta, el Jorobado. Paul Féval hijo a principios del siglo XX continuara sus aventuras. 
Cyrano de Bergerac: El drama en verso de Edmond Rostand, si bien es una obra de teatro, en muchas ocasiones se ha publicado dándole forma de novela, en esta obra del romanticismo tardío e inspirada en un personaje real, Cyrano, el protagonista representa mejor que nadie el idealismo y el pesimismo del espíritu romántico. 
Pardaillan: Jean de Pardaillan es un espadachín creado por la pluma de Michael Zévaco, que le hace aparecer en importantes acontecimientos de la historia de Francia en la segunda mitad del siglo XVI, e incluso le hace viajar a España como embajador y conocer a Miguel de Cervantes.
Hendon: Espadachín que aparece en la novela El príncipe y el mendigo de Mark Twain, para ayudar al príncipe convertido en mendigo. 
Capitán Alatriste: Viejo soldado de los Tercios de Flandes creado por la pluma de Arturo Pérez-Reverte, es casi el antihéroe, un hombre en el ocaso de su vida que lucha por ideales de los que ya está desengañado, un don Quijote curado de su locura y que no obstante continúa enfrentándose a los molinos de viento, convertidos en la corrupción del poder que estuvo presente en los gobiernos de los últimos Austrias. Este espadachín sobrevive vendiendo su brazo al mejor postor pero siempre siguiendo escrupulosamente su particular forma de entender su código de honor.
Pedro Capablanca: Creado por la pluma de José Calvo Poyato, viejo soldado que sobrevive en la época de Carlos II dedicado a investigar misterios por cuenta ajena.

## Novelas
A continuación una relación de las principales novelas de capa y espada.
- 1700	Memorias de D´Artagnan Capitán de los mosqueteros del Rey, George B. Courtlizt
- 1715	Las aventuras de Gil Blas de Santillana de Alain René Lesage
- 1844	Los tres mosqueteros de Alejandro Dumas
- 1845	Veinte años después de Alejandro Dumas
- 1846	El vizconde de Bragelonne de Alejandro Dumas
- 1882  El príncipe y el mendigo, de Mark Twain.
- 1888	La flecha negra de Robert Louis Stevenson
- 1894	El prisionero de Zenda de Anthony Hope
- 1898	Ruperto Herzaug de Anthony Hope
- 1902	La Pimpinela Escarlata de Baronesa Emmuska Orczy
- 1902	Los Pardaillan de Michel Zévaco
- 1919	La maldición de Capistrano de Johnston McCulley
- 1921	Scaramouche de Rafael Sabatini
- 1925	El jorobado de Paul Féval
- 1931	Scaramouche, creador de reyes, Rafael Sabatini
- 1996	El capitán Alatriste, Arturo Pérez-Reverte

- Datos: Q1589214